# SAUFA Burkina
SAUFA Burkina Sarl est un Cabinet de Conseils et d’Audit Fiscal fondé en 2013 par VINCENT ZONGO ,ancien Inspecteur des Impôts diplômé de l’Ecole Nationale des Régies Financières (ENAREF) du Burkina Faso et de l’Université Joseph KI-ZERBO de Ouagadougou.
Disponibilité et réactivité constituent le socle de la culture d’entreprise du cabinet SAUFA Burkina.
Rendre service rapidement et efficacement, y compris en dehors des horaires d’ouverture, est un défi que nous nous engageons à relever au quotidien.
En matière de conseil et d’audit fiscal, notre démarche repose sur l’application rigoureuse des dispositions fiscales, tout en tenant compte de la doctrine fiscale ainsi que de la philosophie et des pratiques de l’administration fiscale.
Nos interventions poursuivent un double objectif : prévenir le risque fiscal et contribuer à réduire la charge fiscale de nos clients, grâce à une optimisation fiscale rigoureuse, sans jamais tomber dans l’évasion ou la fraude fiscale.
Le contrôle préventif (contrôle formel, audits, revues…) constitue le principal levier d’intervention de notre cabinet. Ce volet est si essentiel que tous nos contrats prévoient systématiquement la réalisation d’au moins une revue fiscale par exercice. C’est également pourquoi notre cabinet ne noue aucun partenariat avec les entreprises qui se contentent d’afficher le nom du conseil fiscal sur leurs documents tout en refusant de soumettre leurs opérations à son contrôle.
En somme, pour le cabinet SAUFA, l’image, la crédibilité et la confiance priment sur le gain financier immédiat.